# Röhl
Röhl – gmina w Niemczech, w kraju związkowym Nadrenia-Palatynat, w powiecie Eifelkreis Bitburg-Prüm, wchodzi w skład gminy związkowej Bitburger Land. Do 30 czerwca 2014 wchodziła w skład gminy związkowej Bitburg-Land.